# Jill Hetherington
Jill Hetherington (* 27. Oktober 1964 in Brampton) ist eine ehemalige kanadische Tennisspielerin. Derzeit ist sie Cheftrainerin an der Universität von Washington.

## Karriere
Hetherington studierte an der University of Florida in Gainesville, wo sie von 1984 bis 1987 für das Team der Florida Gators spielte. In dieser Zeit wurde sie jedes Jahr zur All-American berufen.
Als Profispielerin gewann sie einen Einzel- und 14 Doppeltitel auf der WTA Tour. Ihre besten Resultate bei Grand-Slam-Turnieren waren ihre Finalteilnahmen im Doppel 1988 bei den US Open und 1989 bei den Australian Open sowie im Mixed 1995 bei den French Open.
Für die kanadische Fed-Cup-Mannschaft trat sie zwischen 1983 und 1996 in 36 Partien an, von denen sie 16 gewann.

## Turniersiege

### Einzel
| Nr. | Datum           | Turnier    | Kategorie  | Belag     | Finalgegnerin | Ergebnis |
| --- | --------------- | ---------- | ---------- | --------- | ------------- | -------- |
| 1.  | 7. Februar 1988 | Wellington | WTA Tier V | Hartplatz | Katrina Adams | 6:1, 6:1 |

### Doppel
| Nr. | Datum             | Turnier        | Kategorie    | Belag     | Partnerin        | Finalgegnerinnen                     | Ergebnis       |
| --- | ----------------- | -------------- | ------------ | --------- | ---------------- | ------------------------------------ | -------------- |
| 1.  | 15. Juli 1984     | Rio de Janeiro | WTA          | Hartplatz | Helene Pelletier | Penny Barg Kylie Copeland            | 6:3, 2:6, 7:67 |
| 2.  | 31. Januar 1988   | Auckland       | WTA Tier V   | Hartplatz | Patty Fendick    | Cammy MacGregor Cynthia MacGregor    | 6:2, 6:1       |
| 3.  | 7. Februar 1988   | Wellington     | WTA Tier V   | Hartplatz | Patty Fendick    | Belinda Cordwell Julie Richardson    | 6:3, 6:3       |
| 4.  | 7. August 1988    | San Diego      | WTA Tier V   | Hartplatz | Patty Fendick    | Betsy Nagelsen Dinky van Rensburg    | 7:610, 6:4     |
| 5.  | 14. August 1988   | Los Angeles    | WTA Tier II  | Hartplatz | Patty Fendick    | Gigi Fernández Robin White           | 7:62, 5:7, 6:4 |
| 6.  | 16. Oktober 1988  | San Juan       | WTA Tier IV  | Hartplatz | Patty Fendick    | Gigi Fernández Robin White           | 6:4, 6:2       |
| 7.  | 5. Februar 1989   | Auckland       | WTA Tier V   | Hartplatz | Patty Fendick    | Elizabeth Smylie Janine Thompson     | 6:4, 6:4       |
| 8.  | 26. Februar 1989  | Oakland        | WTA Tier III | Teppich   | Patty Fendick    | Laryssa Sawtschenko Natallja Swerawa | 7:5, 3:6, 6:2  |
| 9.  | 23. April 1989    | Tokio          | WTA Tier V   | Hartplatz | Elizabeth Smylie | Ann Henricksson Beth Herr            | 6:1, 6:3       |
| 10. | 28. April 1990    | Singapur       | WTA Tier IV  | Hartplatz | Jo Durie         | Pascale Paradis Catherine Suire      | 6:4, 6:1       |
| 11. | 21. April 1991    | Houston        | WTA Tier II  | Sand      | Kathy Rinaldi    | Patty Fendick Mary Joe Fernández     | 6:1, 2:6, 6:1  |
| 12. | 4. August 1991    | San Diego      | WTA Tier III | Hartplatz | Kathy Rinaldi    | Gigi Fernández Nathalie Tauziat      | 6:4, 3:6, 6:2  |
| 13. | 5. Februar 1995   | Auckland       | WTA Tier IV  | Hartplatz | Elna Reinach     | Laura Golarsa Caroline Vis           | 7:65, 6:2      |
| 14. | 19. November 1995 | Pattaya        | WTA Tier IV  | Hartplatz | Kristine Radford | Kristin Godridge Nana Miyagi         | 2:6, 6:4, 6:3  |